# Център за изследване на корупцията и организираната престъпност
Центърът за изследване на корупцията и организираната престъпност (на английски: Organized Crime and Corruption Reporting Project, OCCRP) е международна неправителствена организация, която представлява глобална мрежа от разследващи журналисти със служители във всички континенти. Основана е през 2006 г. Нейните цели са борба с корупцията, превенция на престъпността. Публикува материалите си чрез местни медии и чрез уебсайта си на английски и руски език. OCCRP работи с и поддържа над 50 независими медии в Европа, Африка, Кавказ и Централна Азия. През 2017 г. неправителствената организация „Адвисор“ я класира на 69-о място в света в своя годишен списък на 500-те най-добри неправителствени организации.

## История
OCCRP е основана от ветерани журналисти Дрю Съливан и Пол Раду. Съливан е бил редактор на Центъра за разследващи репортажи (CIR), а Раду е работил по-рано с румънски център. Екипът се свърза с колеги от региона около историята с търговците на енергия. OCCRP излага доказателства за това как търговците са купували енергия под производствената цена, докато обществото е плащало все по-високи такси. През 2007 г. проектът печели първата по рода си награда Global Shining Light от Глобалната мрежа за разследваща журналистика. OCCRP осъществява партньорски връзки с организациите Арабски репортери за разследваща журналистика (ARIJ) от Йордания, Connectas от Колумбия, Африканска мрежа от центрове за разследващи репортажи от Южна Африка, InSight Crime от Колумбия и Международния консорциум на разследващите журналисти (ICIJ) от Вашингтон, САЩ. OCCRP започва съвместна работа със стотици новинарски организации, включително „Гардиън“, „Файненшъл Таймс“, Le Soir, Би Би Си, списание „Тайм“, „Ал-Джазира“ и други големи медии.